# Kilchis
Il Kilchis (Kilchis river in inglese) è un fiume dell'Oregon che scorre nella contea di Tillamook, ad ovest di Portland.